# Route nationale 32 (Luxembourg)
Pour les articles homonymes, voir N32 et Route nationale 32.
La route nationale 32 est une route nationale luxembourgeoise reliant Sanem à Soleuvre.